# Enboodhoofushi
Pour les articles homonymes, voir Enboodhoo.
Enboodhoofushi est une petite île inhabitée des Maldives. Son nom signifie en divehi « île extérieure (de l'atoll) de l'enboo » (fruit comestible d'un arbre local, Glochidion littorale (sv) . C'est une des nombreuses îles-hôtel des Maldives, accueillant le Niyama Private Islands Maldives.

## Géographie
Enboodhoofushi est située dans le centre des Maldives, au Sud de l'atoll Nilandhe Sud, dans la subdivision de Dhaalu. Elle est reliée par un ponton à sa voisine Olhuveli.